# Роберт Фулда
Роберт Фулда или Роман Фулда (на руски: Ро́берт Фердина́ндович (Фёдорович) Фу́льда) е руски и швейцарски меценат и спортен функционер от немски (или чешки) произход.
Известен като основател на първия футболен клуб в Москва – Соколнически спортен клуб, и на Московската футболна лига.

## Биография
Роден е на 19 април 1873 г. в Москва. Син е на немски търговци. Баща му Фердинанд е собственик на фирма за битови химически стоки, а Роберт се занимава с продажба на бижута. Завършва Юридическия факултет на Московския университет, но не практикува като юрист. Занимава се с развитието на спорта в града и страната, с организирането на първенства и турнири.
През 1904 г. прави първия превод на правилата на футбола на руски език. На следващата година, заедно със студенти от московски технически университет, основава Соколнически спортен клуб, в който се играят футбол, тенис и хокей на лед.
През 1907 г. основава купа на свое име по тенис, която се разиграва като шампионат на Москва, а от 1913 до 1918 г. е председател на Московската тенисна лига. През 1909 г. по инициатива на Фулда стартира първото градско първенство под името „Купа на Фулда“. По-късно то е преобразувано в Московска футболна лига, а „Купа на Фулда“ остава названието на трофея, който се връчва на шампиона.
През 1912 г. Роман Фулда е сътреньор на Григорий Дюперон в Националния отбор по футбол на Русия. Тимът участва в Олимпийските игри в Стокхолм и достига 1/4-финал.
Роман Фулда е президент на Всеруския футболен съюз от 1914 до 1915 г.
След Октомврийската революция емигрира (април 1922) от Съветска Русия в Германия, като по-късно се установява в Швейцария. Там основава купа на свое име по кърлинг и организира турнир за нейното разиграване в Давос. Умира в Лозана през 1944 г.